# Armin zur Lippe

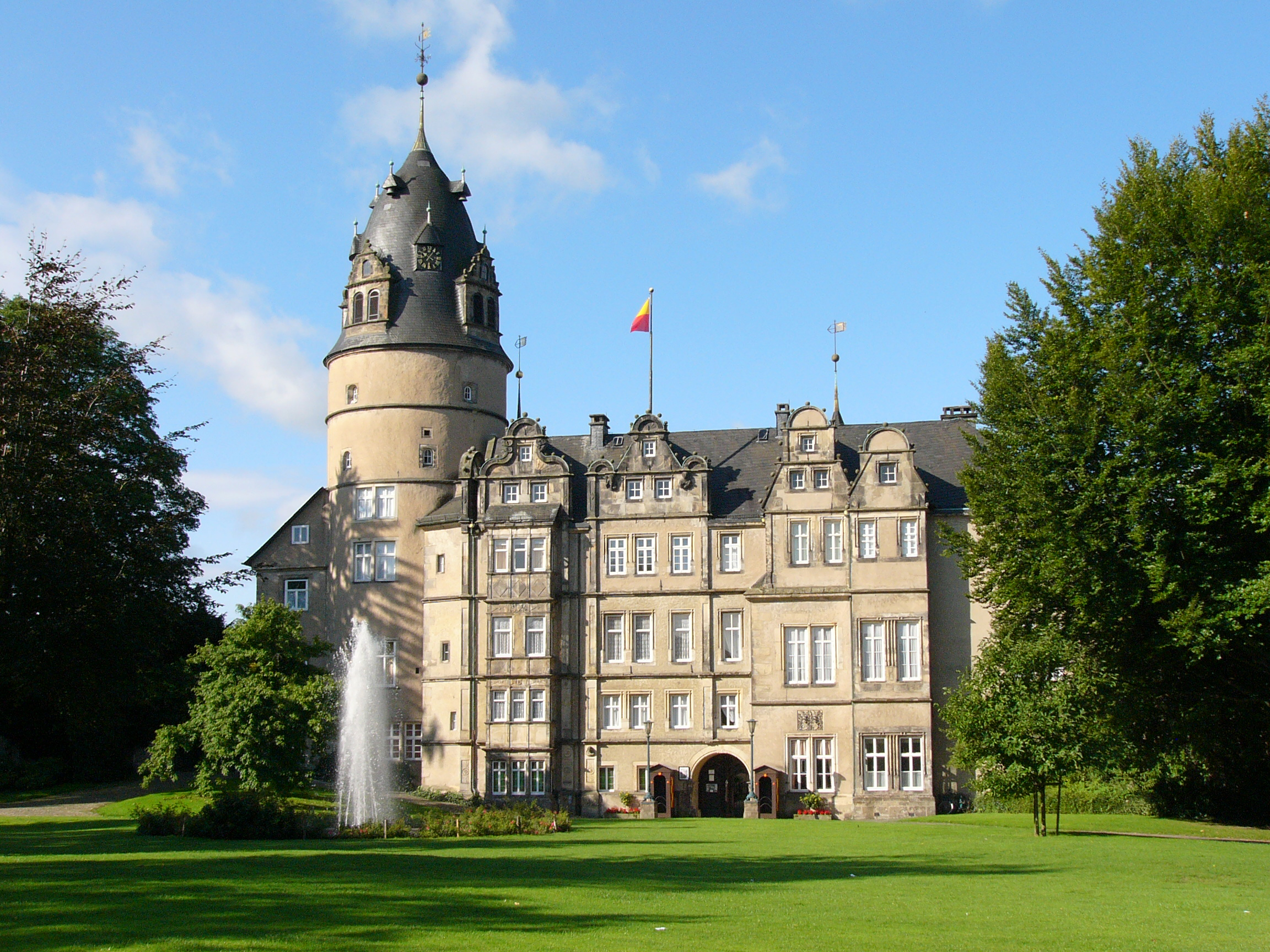
Slot Detmold

Armin Leopold Ernst Bruno Heinrich Willa August Prinz zur Lippe (Detmold, 18 augustus 1924 – aldaar, 20 augustus 2015) was een prins uit het huis  Lippe en chef van dat huis.

## Biografie
Zur Lippe werd geboren in het huis Lippe als zoon van Leopold IV van Lippe (1871-1949) en diens tweede echtgenote Anna prinses zu Ysenburg und Büdingen in Büdingen (1886-1980). Hij werd door zijn vader bij testament aangewezen als erfgenaam van het stamslot Detmold en als chef van het huis, hoewel hij de jongste zoon was en zijn oudste halfbroer Ernst zur Lippe (1902-1987) sinds 1905 de officiële erfprins was; die aanwijzing werd ingegeven door de nationaalsocialistische sympathieën van zijn broers en hun morganatische huwelijken. Hij trouwde in 1953 in Göttingen met de niet-ebenbürtige biologe Traute Becker (1925-2023), met wie hij een zoon, Stephan Leopold (1959), kreeg. Hij bewoonde en beheerde het stamslot en bijbehorende landerijen van Detmold, in latere jaren met zijn zoon en opvolger.
Zur Lippe voerde tevens de titels edel heer en graaf zu Biesterfeld, graaf zu Schwalenberg en Sternberg, erfburggraaf van Utrecht, enz. en het predicaat Hoogvorstelijke Doorluchtigheid.
Zur Lippe was een neef van prins Bernhard der Nederlanden (1911-2004); hun vaders waren broers.